# Famille d'Apchon
La famille d'Apchon est une des plus anciennes familles nobles d'Auvergne. Elle tire son nom du château d'Apchon en Haute-Auvergne.
On trouve des hommages rendus par les seigneurs d'Apchon dès 1061, 1210, 1207 et plusieurs alliances avec la maison de La Tour d'Auvergne. La famille des comptours d'Apchon était considérée, avec celle de Pierrefort, comme la première de Haute-Auvergne. Sa devise et son cri - « Haut et clair » - a servi à désigner son château, avant de devenir celui de toute la Haute-Auvergne.
Les comptours d'Apchon sont les successeurs et descendants des comptours de Nonette, délogés de leur fief de Nonette par le Duc de Berry Ils ont le nom de leur fief de Haute Auvergne, autour du Château d'Apchon, dans le Cantal tout en possédant de vastes seigneuries en Basse Auvergne.
Ils conservèrent le titre de seigneurs de Vaumiers, de Saint-Vincent, du Falgoux, d'alliance, de Plauzat et de Neschers.
Ils étaient apparentés avec le Dauphin d'Auvergne car Guillaume IV Comtour d'Apchon épousa en 1288 Mahaut Dauphine fille de Robert II d'Auvergne .
Ils prétendirent même à la succession de Hugues Dauphin, leur oncle.
Mais le plus puissant fut Guillaume VI d'Apchon qui devint capitaine général de l'Auvergne. Après la funeste journée de Poitiers, la noblesse de la province supplia le Dauphin, alors régent, de placer à sa tête, Guillaume VI d'Apchon, comme étant le plus digne de commander. Le régent acquiesça donna les pouvoirs de lever des troupes, changer les garnisons, en établir de nouvelles, démolir les places non défendable, en fortifier d'autres. Il fut l'un des chefs qui s'opposa à l'invasion des anglais en 1359. Il figurait comme tel sous les ordres du Liste des ducs de Berry en 1370. Il fut parmi ceux qui repoussa Robert Knolles en 1359. Il fut aussi le seigneur de Apchon-lès-Chalus à la suite d'un mariage d'un comptour d'Apchon avec Guicharde De Chalus. Il dut utiliser son château pendant la Guerre de Cent Ans .

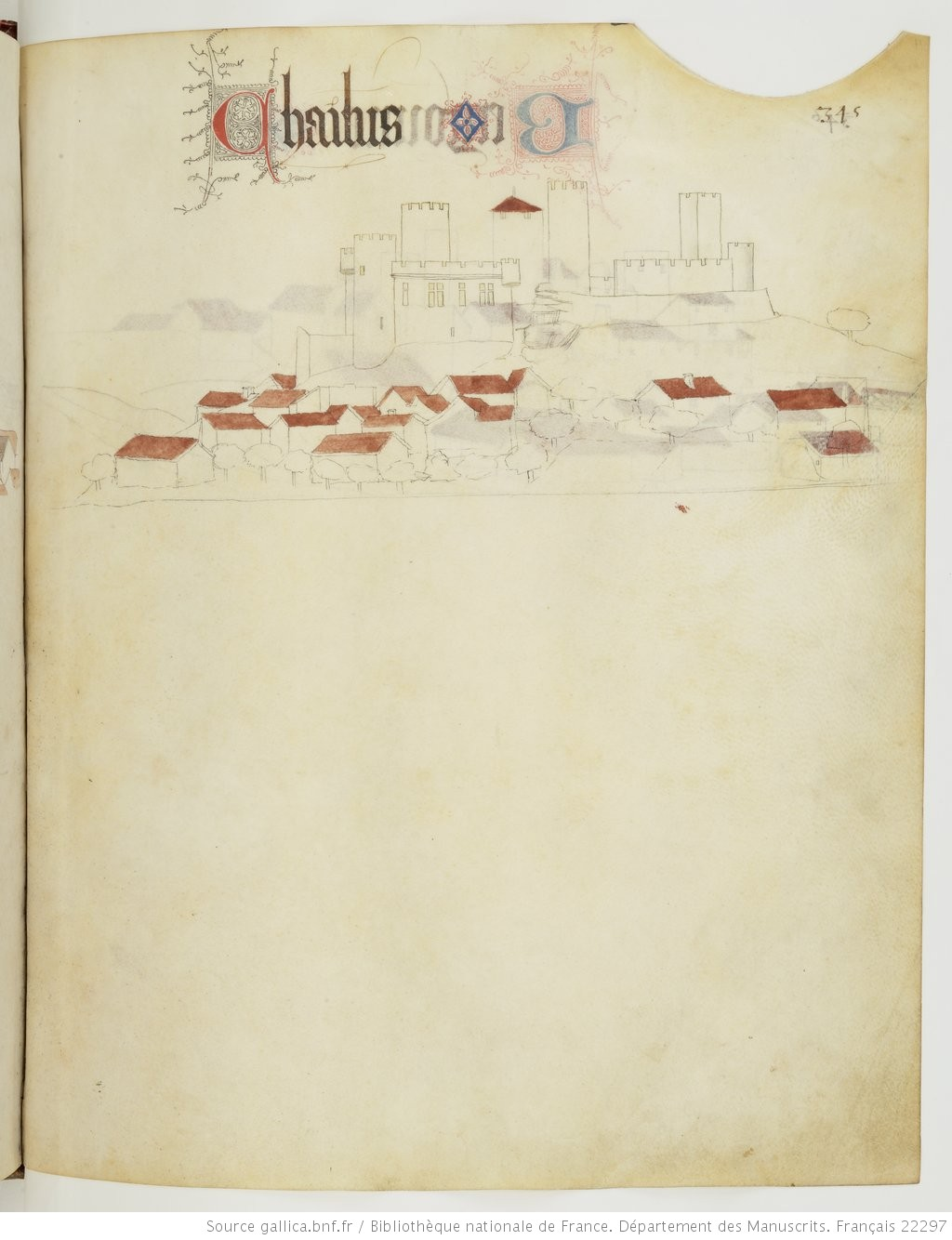
Un des deux Châteaux est celui d'Apchon-lès-Chalus.« Registre d'armes » ou armorial d'Auvergne, dédié par le hérault Guillaume REVEL au roi Charles VII Date d'édition : 1401-1500 Auvergne Armorial Guillaume Revel, Guillaume. Registre d'armes, ou armorial d'Auvergne http:[http://archivesetmanuscrits.bnf.fr/ark:/12148/cc521543 //archivesetmanuscrits.bnf.fr/ark:/12148/cc521543

La famille d'Apchon s'est éteinte une première fois dans sa descendance masculine au commencement du XVe siècle. Louise d'Apchon, fille aînée de Louis d'Apchon et de Marguerite d'Estaing hérite du nom et des armes de sa famille ; elle épouse le 20 avril 1414, Artaud Ier, seigneur de Saint-Germain, et leur descendance donnera naissance à la seconde famille d'Apchon.
Le château d'Apchon et les terres en Haute-Auvergne passent à la famille de Chabannes à la suite du mariage en 1708 de Gabrielle d'Apchon avec Gaspard Gilbert de Chabannes, compte de Pionsat.
Une branche de cette famille, établie en Languedoc, joue un rôle important dans les guerres de religion du Haut-Vivarais. Elle a fourni au royaume de France plusieurs chevaliers de Malte, un chef d'escadre et plusieurs prélats : un chanoine comte de Lyon, un évêque de Périgueux, un évêque de Dijon et un archevêque d'Auch.

## Personnalités

### Première maison d'Apchon
Les origines de la famille remontent à la fin du Xe siècle pour les premières mentions.
- Amblard d'Apchon (né vers 998) est le premier membre connu de sa famille et probablement son fondateur[8]. Il est alors cité comme comptour d'Apchon et de Nonette.
- Bertrand d'Apchon (mort vers 1090), comptour des mêmes seigneuries est le fils du précédent.
- Guillaume II d'Apchon (+ 1298), comptour d'Apchon, seigneur de Chalinargues et du Falgoux ; il se marie avec Dauphine, fille de Chatard, vicomte de Thiers et Brunissende de Comborn, son fils :
- Guillaume III, comptour d'Apchon épouse Gaillarde de La Tour, fille de Bernard et de Béatrix de Rodez, leur petit-fils :
- Guillaume IV d'Apchon, comptour, épouse Mahaut d'Auvergne, fille de Robert II de Clermont et de Mathilde d'Auvergne. Leur fils :
- Louis d'Apchon (1315-1392), épouse Marguerite de Brosse,
- Jean, comptour d'Apchon est chambellan du roi Charles VI. Il épouse Antoinette de Tourzel, qui ne lui donne qu'une fille. Il est assassiné en 1416 dans son château d'Apchon.
- Anette d'Apchon, héritière d'Apchon, se marie en 1439 avec Bertrand de La Tour, seigneur d'Olliergues, dont elle n'aura pas d'enfant, puis avec Jean de La Chassaigne de Molières dont elle n'a qu'une fille :
- Jeanne de La Chassaigne, dame de Molières (à Glaine), qui épouse Aimé-Arthaud de Saint-Germain-Montrond auquel elle apporte Apchon, mais dont elle n'aura pas d'enfants.

C'est son frère, Arthaud IX de Saint-Germain, qui héritera d'eux et relèvera le prestigieux nom d'Apchon.

### Seconde maison d'Apchon
- Antoine d'Apchon (v. 1533-1586), évêque de Périgueux.
- Claude-Marc-Antoine d'Apchon de Corgenon (1721-1783), évêque de Dijon, puis archevêque d'Auch.

### Fonds d'archives
- Chartrier d'Apchon (épaves), Archives départementales du Cantal, 1 J 304 (Inventaire).